# Municipio de Cumberland (condado de Adams)
El municipio de Cumberland (en inglés: Cumberland Township) es un municipio ubicado en el condado de Adams en el estado estadounidense de Pensilvania. En el año 2000 tenía una población de 5718 habitantes y una densidad poblacional de 66 personas por km².

## Geografía
El municipio de Cumberland se encuentra ubicado en las coordenadas 39°44′00″N 77°15′29″O / 39.73333, -77.25806.

## Demografía
Según la Oficina del Censo en 2000 los ingresos medios por hogar en la localidad eran de $48 580 y los ingresos medios por familia eran $54 890. Los hombres tenían unos ingresos medios de $41 250 frente a los $25 909 para las mujeres. La renta per cápita para la localidad era de $22 782. Alrededor del 5,5% de la población estaban por debajo del umbral de pobreza.